# M13/40
De Fiat-Ansaldo M13/40 of kortweg de M13/40 is een Italiaanse lichte tank uit de Tweede Wereldoorlog.

## Beschrijving
De M13/40 werd in 1940 in productie genomen als opvolger van de M11/39. De M13/40 was bedoeld als een middelzware tank maar was eigenlijk een lichte tank. De stalen platen van de tank waren met klinknagels vastgezet. Het pantser had een dikte van maximaal 42 mm. De hoofdbewapening was een 47mm-kanon en er werden 104 granaten meegenomen in de tank. Verder waren er drie machinegeweren waarvan twee in de romp en een coaxiaal aan het kanon in de toren. Boven de toren kon een extra machinegeweer worden geplaatst tegen luchtdoelen.
De dieselmotor had een vermogen van 120 pk. Er kon zo'n 180 liter aan brandstof worden meegenomen waardoor de tank een bereik kreeg van circa 200 kilometer. De versnellingsbak telde vier versnellingen voor- en een achteruit.

## Inzet
De eerste keer dat M13/40 in actie kwam was eind 1940 in Noord-Afrika. Het type werd in 1941 ook ingezet in de Grieks-Italiaanse Oorlog. Van de M13/40 werden ongeveer 60-70 tanks per maand geproduceerd. Hij was makkelijk te vervoeren en ook de productie was eenvoudig. Aanvankelijk had de M13/40 genoeg vuurkracht om de meeste Britse tanks uit te schakelen, maar al vrij snel raakte het type verouderd. Een groot nadeel was de motor, die hetzelfde was als die van de M11/39 en eigenlijk te zwak was voor de zwaardere M13.
Een aantal buitgemaakte M13's werd in Afrika ingezet door het Australische leger. Na de Italiaanse capitulatie in september 1943 nam het Duitse leger een aantal M13's buit die vervolgens voornamelijk werden ingezet tegen partizanen.